# Фадеев, Владислав Валерьевич
Владислав Валерьевич Фадеев (род. 19 апреля 1968 года) — российский волейбольный тренер и спортивный функционер.

## Биография
Владислав Валерьевич Фадеев родился 19 апреля 1968 года.
С 1997 по 2008 год был главным тренером женского волейбольного клуба «Балаковская АЭС», с которым завоевал множество наград.
С декабря 2008 года является членом исполкома Всероссийской федерации волейбола.
Женат. Жена — Ольга. Дочь — Валерия.

## Достижения

### В качестве тренера
- Трёхкратный бронзовый призёр чемпионатов России (2003, 2004, 2005)
- Победитель розыгрыша Кубка России 1999
  - Двукратный бронзовый призёр Кубка России (2001, 2007)
- Серебряный призёр Кубка Европейской конфедерации волейбола (ЕКВ) 2005
  - Бронзовый призёр Кубка ЕКВ 2002